# The 100 (2.ª temporada)
A segunda temporada de The 100 foi anunciada pela The CW em 8 de maio de 2014. Jason Rothenberg continua como showrunner e produtor executivo. A segunda temporada estreou em 22 de outubro de 2014.

## Elenco e personagens

### Principal
- Eliza Taylor como Clarke Griffin (1–16)
- Paige Turco como Abigail "Abby" Griffin (1–16)
- Thomas McDonell como Finn Collins (1–9)
- Bob Morley como Bellamy Blake (1–16)
- Marie Avgeropoulos como Octavia Blake (1–16)
- Devon Bostick como Jasper Jordan (1–16)
- Lindsey Morgan como Raven Reyes (1–16)
- Ricky Whittle como Lincoln (1–16)
- Christopher Larkin como Monty Green (1–16)
- Isaiah Washington como Thelonious Jaha (1–16)
- Henry Ian Cusick como Marcus Kane (1–16)

### Recorrente

#### A Arca
- Richard Harmon como John Murphy
- Jarod Joseph como Nathan Miller
- Chelsey Reist como Harper McIntyre
- Sachin Sahel como Eric Jackson
- Jojo Ahenkorah como Costa
- Alessandro Juliani como Jacapo Sinclair
- Kendall Cross como Byrne
- Katie Stuart como Zoe Monroe
- Genevieve Buechner como Fox
- Steve Talley como Kyle Wick
- Keenan Tracey como Sterling
- Chris Shields como David Miller
- Jedidiah Goodacre como Craig
- Tanaya Beatty como Mel

#### Terrestres
- Dichen Lachman como Anya
- Adina Porter como Indra
- Ty Olsson como Nyko
- Alycia Debnam-Carey como Lexa
- Cameron Roberts como Artigas
- Aleks Paunovic como Gustus
- Tasya Teles como Echo
- Luisa D'Oliveira como Emori
- Joseph Gatt como Tristan
- Finn Wolfhard como Zoran
- Luvia Petersen como Sienna
- Chad Riley como Osias

#### Mount Weather
- Eve Harlow como Maya Vie
- Johnny Whitworth como Cage Wallace
- Raymond J. Barry como Dante Wallace
- Rekha Sharma como Lorelei Tsing
- Toby Levins como Carl Emerson
- Ian Tracey como Vincent Vie
- Nick Hunnings como Lee

#### Outros
- Erica Cerra como A.L.I.E

## Produção
A emissora The CW confirmou a segunda temporada de The 100 em 8 de maio de 2014. Jason Rothenberg continuou como showrunner e produtor executivo. Dentre os novos personagens recorrentes estão a atriz Alycia Debnam-Carey que interpretou Lexa, e o ator Johnny Whitworth que interpretou Cage Wallace. Lindsey Morgan e Ricky Whittle que interpretaram Raven Reyes e Lincoln, respectivamente, como personagens recorrentes na primeira temporada, foram promovidos para o elenco principal na temporada.
A segunda temporada estreou em 22 de outubro de 2014.

## Episódios
| N.º na série | N.º na temp. | Título                                                                      | Dirigido por   | Escrito por                    | Exibição original       | Audiência (milhões) |
| --- | ------------ | --------------------------------------------------------------------------- | -------------- | ------------------------------ | ----------------------- | ------------------- |
| 14 | 1            | "The 48" "(Os 48)"                                                          | Dean White     | Jason Rothenberg               | 22 de outubro de 2014   | 1,54                |
| Clarke ainda é vista sozinha no quarto branco, tentando desesperadamente entender o ambiente bizarro em que se encontra. Enquanto isso, os destinos de Bellamy, Finn e Raven seguem desconhecidos. Já o plano de Octavia e Lincoln acaba indo por água abaixo com o retorno do inimigo. Enquanto isso, Abby, Kane e os sobreviventes da Arca devem enfrentar dilemas físicos e morais neste novo mundo lindo e perigoso. Para completar, Jaha toma uma decisão heroica. |              |                                                                             |                |                                |                         |                     |
| 15 | 2            | "Inclement Weather" "(Clima Inclemente)"                                    | John Showalter | Michael Angeli                 | 29 de outubro de 2014   | 1,48                |
| Ainda suspeitando das coisas, Clarke confronta o presidente Dante Wallace e exige respostas. Enquanto isso, Kane interroga um dos 100, ao mesmo tempo em que Abby realiza uma cirurgia de emergência. Já Octavia apela para a violência a fim de encontrar Lincoln. |              |                                                                             |                |                                |                         |                     |
| 16 | 3            | "Reapercussions" "(Repercussões)"                                           | Dean White     | Aaron Ginsburg & Wade McIntyre | 5 de novembro de 2014   | 1,68                |
| Clarke descobre um projeto assustador sendo conduzido na ala médica de Mount Weather, o que faz com que ela junte forças com um aliado inesperado. Enquanto isso, Abby confessa ter cometido um crime, o que leva Kane a emitir uma ordem de punição severa. Enquanto isso, Mounty avisa um distraído Jasper que Clarke pode estar em perigo. Para completar, Octavia continua a lutar por Lincoln. |              |                                                                             |                |                                |                         |                     |
| 17 | 4            | "Many Happy Returns" "(Muitos Anos de Vida)"                                | P. J. Pesce    | Kim Shumway                    | 12 de novembro de 2014  | 1,75                |
| Após ser traída por alguém que achou que poderia confiar, Clarke resolve as coisas com suas próprias mãos e prova que não vai cair sem lutar. Enquanto isso, Bellamy, Finn e Murphy correm contra o tempo para salvar um estranho. Ao mesmo tempo, a tensão aumenta entre Raven e Wick durante um trabalho em dupla. Para completar, uma reunião inesperada acontece. |              |                                                                             |                |                                |                         |                     |
| 18 | 5            | "Human Trials" "(Experimentos Humanos)"                                     | Ed Fraiman     | Charlie Craig                  | 19 de novembro de 2014  | 1,64                |
| Kane lidera uma missão para tentar firmar a paz com os Terras-Firme. Enquanto isso, Jasper concorda em participar de um experimento arriscado, ao mesmo tempo em que Lincoln entra em um mundo de dor. Além disso, o presidente Dante Wallace dá um aviso. Finalmente, a busca de Finn por Clarke segue por um caminho violento. |              |                                                                             |                |                                |                         |                     |
| 19 | 6            | "Fog of War" "(Névoa da Guerra)"                                            | Steven DePaul  | Kira Snyder                    | 3 de dezembro de 2014   | 1,86                |
| A tensão aumenta entre Clarke e Finn, ao mesmo tempo em que Raven descobre que os Homens da Montanha estão interferindo nos sinais de comunicação do acampamento. Enquanto isso, Jasper e Monty descobrem a verdade sobre o que está acontecendo em Mount Weather. Já Octavia fica frente a frente com seu pior pesadelo. Para completar, o presidente Dante Wallace está prestes a ser traído por aqueles mais próximos. |              |                                                                             |                |                                |                         |                     |
| 20 | 7            | "Long Into an Abyss" "(Por Muito Tempo no Abismo)"                          | Antonio Negret | James Thorpe                   | 10 de dezembro de 2014  | 1,62                |
| Abby está determinada a encontrar uma maneira de proteger seu povo de um ataque dos Terra-Firmes, mesmo que isso signifique entrar em território desconhecido e deixar alguns presos para trás. Enquanto isso, Bellamy está preocupado e convence Clarke a ir com ele até a nave que os trouxe até ali, onde revela um perigoso segredo que ele e Octavia estão guardando. Mais tarde, Clarke arquiteta um novo e ousado plano a fim de parar o ataque dos Terra-Firmes, o que leva Abby a tomar uma decisão desesperada. Em Mount Weather, Jasper e Monty começam a questionar os motivos dos novos amigos, ao mesmo tempo em que a Dr.ª Tsing conduz um experimento mortal para determinar como fazer uso dos prisioneiros. |              |                                                                             |                |                                |                         |                     |
| 21 | 8            | "Spacewalker" "(Caminhante no Espaço)"                                      | John Showalter | Bruce Miller                   | 17 de dezembro de 2014  | 1,40                |
| Clarke retorna ao acampamento Jaha portando notícias devastadoras. Enquanto isso, Finn sofre com as consequências de suas ações. Já Abby consegue informações vindas de uma fonte inesperada e se prepara para a luta. Enquanto isso, flashbacks mostram o relacionamento de Finn e Raven na Arca. |              |                                                                             |                |                                |                         |                     |
| 22 | 9            | "Remember Me" "(Lembre-se de Mim)"                                          | Omar Madha     | Dorothy Fortenberry            | 21 de janeiro de 2015   | 1,48                |
| Clarke faz um acordo com Lexa e Indra. Abby e Kane começa a perceber que a decisão de fazer poderes estão fora de suas mãos. Uma Raven fervilhante é incapaz de controlar suas emoções. Uma jogada ousada ameaça destruir a aliança recém-formada entre o céu e os Terra-Firmes, e um rosto familiar assombra Clarke. Enquanto isso, no Mount Weather, Monty surge com um plano arriscado. |              |                                                                             |                |                                |                         |                     |
| 23 | 10           | "Survival of the Fittest" "(Sobrevivência do Mais Apto)"                    | Dean White     | Akela Cooper                   | 28 de janeiro de 2015   | 1,53                |
| Vidas estão em risco quando Clarke e Lexa encontram um novo inimigo. Bellamy e Lincoln concordam em trabalhar juntos para entrar no Mount Weather. Murphy ajuda Jaha a confrontar o seu passado. Enquanto isso, Indra faz uma oferta que Octavia não poderá recusar. |              |                                                                             |                |                                |                         |                     |
| 24 | 11           | "Coup de Grace" "(Coup de Grace)"                                           | P. J. Pesce    | Charlie Craig                  | 4 de fevereiro de 2015  | 1,51                |
| A tentativa de Bellamy e Lincoln de entrar para dentro do Mount Weather tem consequências brutais. Abby luta para continuar no controle, assim como Clarke intensifica seu papel na liderança. Enquanto isso, Monty e Harper continuam desaparecidos, e Jasper desesperado confronta o presidente Wallace e exige respostas. |              |                                                                             |                |                                |                         |                     |
| 25 | 12           | "Rubicon" "(Rubicon)"                                                       | Mairzee Almas  | Aaron Ginsburg & Wade McIntyre | 11 de fevereiro de 2015 | 1,36                |
| Tensões entre Clarke e Abby chegam a um ponto depois de Clarke ultrapassar a linha. Raven ajuda Bellamy a pecorrer o Mount Weather. Jaha e Murphy encontram um estranho que pode não ser o que parece. Octavia está preparada para lutar por alguém que ela ama. Enquanto isso, as coisas chegam a um ponto extremo no Mount Weather. |              |                                                                             |                |                                |                         |                     |
| 26 | 13           | "Resurrection" "(Ressurreição)"                                             | Dean White     | Bruce Miller                   | 18 de fevereiro de 2015 | 1,42                |
| Clarke começa a questionar as decisões de liderança de Lexa. Abby se esforça para ajudar um Kane ferido. Indra continua a treinar Octavia. Enquanto isso, no Mount Weather, Jasper intensifica o seu papel de líder, e Cage coloca Maya em uma situação de risco de vida. |              |                                                                             |                |                                |                         |                     |
| 27 | 14           | "Bodyguard of Lies" "(O Guarda-Costas de Mentiras)"                         | Uta Briesewitz | Kim Shumway                    | 25 de fevereiro de 2015 | 1,55                |
| Como Jahan e Murphy encontram um obstáculo perigoso em sua jornada, Raven e Wick tentam descobrir como desativar a névoa ácida, e Bellamy corre contra o tempo com medo que seu disfarce seja descoberto. |              |                                                                             |                |                                |                         |                     |
| 28 | 15           | "Blood Must Have Blood, Part One" "(Sangue Se Paga Com Sangue, Parte Um)"   | Omar Madha     | Aaron Ginsburg & Wade McIntyre | 4 de março de 2015      | 1,49                |
| Clarke e Lexa se preparam para a batalha, enquanto Raven e Wick experimentam um grande retrocesso. Enquanto isso, Octavia e Lincoln são forçados a tomar uma decisão difícil. No Monte Weather, Jasper e Maya presenciam um ato horrível, Bellamy segue através de uma promessa e Cage vem a público com informações poderosas. |              |                                                                             |                |                                |                         |                     |
| 29 | 16           | "Blood Must Have Blood, Part Two" "(Sangue Se Paga Com Sangue, Parte Dois)" | Dean White     | Jason Rothenberg               | 11 de março de 2015     | 1,34                |
| A viagem para a Cidade da Luz continua e Jaha faz um movimento que choca Murphy. Clarke recebe ajuda de uma fonte inesperada e um visitante surpreende Octavia, e Lincoln começa sua vingança. Enquanto isso, no Monte Weather, Cage avança com a sua missão e Bellamy e grupo avançam para conseguir a liberdade. |              |                                                                             |                |                                |                         |                     |